# Мікеле Санмікелі
 Мікеле Санмікелі (італ. Michele Sanmicheli; 1484 — 1559) — венеційський архітектор, фортифікатор доби відродження першої половини 16 ст.

## Життєпис, ранні роки
Народився у Сан Мікеле. Походив з родини інженерів і будівельників. Архітекторами були його батько Джованні та дядя Бартоломео, котрі успішно працювали в місті Верона. Вони мали будівельну майстерню, котра іноді виконувала значимі замови. Відомостей про ранні роки Мікеле мало. За припущеннями, він замолоду цікавився архітектурою і міг бути знайомим з родиною Бернардино та Маттео Маццола, архітекторів та гуманістів.
На 1505 рік прийшлися сумні зміни в житті молодого архітектора. Померли його батьки, хворів один брат, а другий став ченцем у монастирі. Відомо, що він продав успадковане майно в Аццано і подався на заробітки у папський Рим, де багато будували на той час.

## Стажування в Римі
Приблизно у віці 21 рік він опинився у Римі. Його вважають помічником в римській майстерні Антоніо да Сангалло старшого (1455—1534). Перебування в Римі було доволі вдалим через підтримку двох братів Мікеле, що мали впливові посади в Конгрегації каноніків святого Антонія. У молодого архітектора була можливість навчатися на творах Донато Браманте та Рафаеля Санті, вивчати залишки давньоримських споруд, що вплине на його роботи. Він завзято вивчав і брав участь в будівельних роботах і вже в Римі виборов непоганий авторитет як особа, що подавала великі надії.

## Праця в Орв'єто

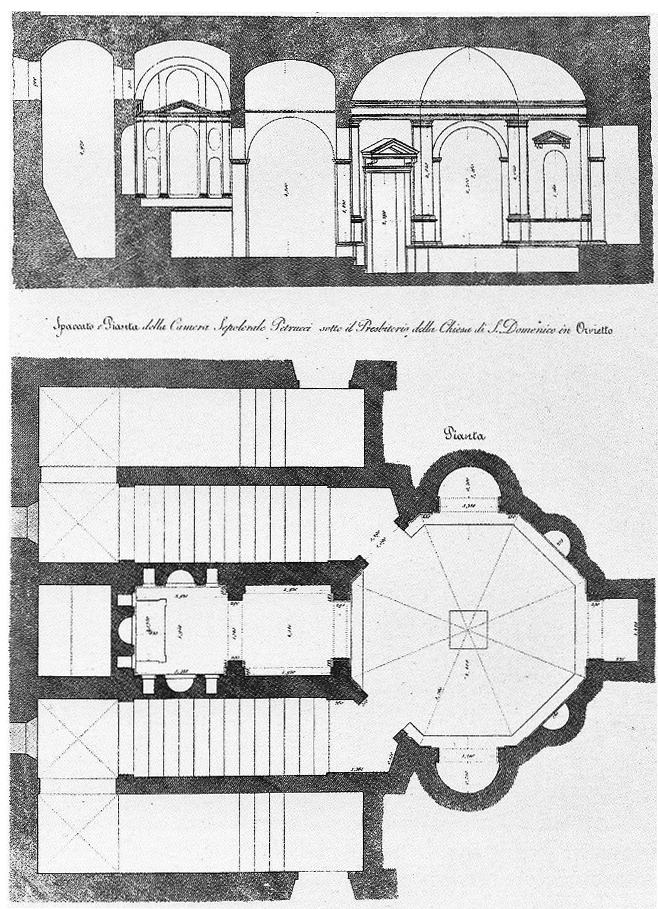
Мікеле Санмікелі. Каплиця Петруччі, церква Сан Доменіко, Орв'єто, повздовжний розріз і план

Через чотири роки (у 1509 році) він покинув Рим і відбув у місто Орв'єто на 100 км на північ від Риму. В місті тривали роботи по будівництву міського собору. Санмікеле узяли на посаду виконроба. Найближчі 20 років він працюватиме тут, змужнів і виріс як виконроб, менеджер і архітектор-проєктант. Він мимоволі став продовжувачем архітектурних традицій раннього та Високого відродження.
Серед оригінальних творів цього періоду — родинна каплиця для сієнця Ероніма Петруччі в церкві Сан Доменіко (роботи в каплиці розтяглися до 1524 року і були найважливішими в пору його зрілості). Незвичну каплицю свого часу створив легендарний Філіппо Брунеллескі, схожу на окремий храм (каплиця Пацці у Флоренції). На новому етапі продовжувачем створення унікальних архітектурних об'єктів став Мікеле Санмікелі, що створив незвичну каплицю, орієнтуючись на мавзолеї Стародавнього Риму.

## Високі замовники
Авторитет архітектора був доволі значним. До нього 1525 року із замовою звернувся кардинал Алессандро Фарнезе. Завданням було створити проєкт катедрального собору для міста Монтефьясконе. Санмікеле запропонував центричну восьмикутну споруду в стилістиці Донато Браманте з куполом. Споруда собору була пошкоджена пожежею у 1670 році і руїни були радикально перебудовані за проєктом архітектора Карло Фонтана (1638—1714).
Праця і перебування у Монтефьясконе мали значення і для приватного життя немолодого на той час архітектора. Він зустрівся з жінкою, що народила йому доньку.
На початку 1526 року архітектор отримав замову від самого папи римського. Завдання було грандіозним, а мета — зміцнення північних кордонів папської держави. Що саме стояло за цим призначенням — було приховано, як незрозуміло, хто саме порадив папі римському звернутися до Санмікелі (можливо, кардинал Алессандро Фарнезе або Антоніо да Сангалло молодший). Для Санмікелі настав час звернутися до військової архітектури і мати радниками кращих на той час військових архітекторів і фортифікаторів.

## Архітектор Венеційської торгової імперії
Трагічні події Франко-італійських воєн і пограбування Риму 1527 року примусили архітектора покинути папську державу і він перебрався до володінь Венеції. На події цього періоду рішучий вплив мала зустріч з низкою фортифікаторів і військових офіцерів. Серед них був і Франческо Марія делла Ровере (1490—1538), котрий запропонував архітекторові перейти на службу Венеційській торговій імперії. Метою пропозиції було отримати непоганого фахівця-архітектора і перехопити його у папського феодального двору. Санмікеле погодився із пропозицією і став фортифікатором Венеційської республіки.
Про нього доповіли імператору Карлу V, вояки котрого вчинили пограбування та руйнацію Риму. Карло V звернувся до уряду Венеції з проханням надати йому тимчасово Мікеле Санмікелі аби зміцнити фортечні споруди Антверпена. Уряд Венеції відмовив імператору.
На службі у Венеційській торговій імперії Санмікелі продовжив працювати і як військовий, і як цивільний архітектор. Відтепер він більше проєктував, чим сам будував, бо кількість замов тільки збільшилась. По замові Лодовіко Каносса він створив проєкт нового дому-палацу в центрі Верони. Проєкт для Каносси настільки сподобався, що йому доручили ще й створити проєкт сусіднього палацу Бевілаква. Будівництво двох палаців привело до проєкту перепланування цілої вулиці (Корсо Кавур). Подбав він і про перебудову родинного дому Санмікелі у Вероні. Водночас він керував перебудовою фортечних мурів Верони. Герцог Франческо II Сфорца користувався його порадами при реконструкції системи фортець у Ломбардії в містах Комо, Лоді, Павія, Віджевано, Алессандрія.
Санмікелі був причетний до експертної оцінки фортечних укріплень у містах Брешія, Тревізо, до перебудови центральної площі в місті Удіне.

## Зміцнення східних кордонів венеційських володінь
В останні роки життя був причетним до зміцнення східних кордонів венеційських володінь у її тривалому протистоянні з мусульманською Туреччиною. У жовтні 1534 року він відбув у Зару за наказом венеційського Сенату.  Він повернувся до Венеції, де подав Сенату секретну доповідь про недостатню захищеність фортечної системи венеційської лагуни, документ, котрий свідчив про прозорливість військового офіцера і фортифікатора. Уряд Венеції розпочав зміцнення системи фортів, починаючи з форта Сант-Андреа, на острові Лідо, в лагуні тощо. Невдовзі він отримав посаду головного військового інженера Венеції.
Період між 1537—1540 роками був насичений інспекторськими подорожами низкою фортечних систем, що належали Венеції (Далмація, Шибеник, Задар, Крит, Корфу та інші).

## Останні роки і смерть

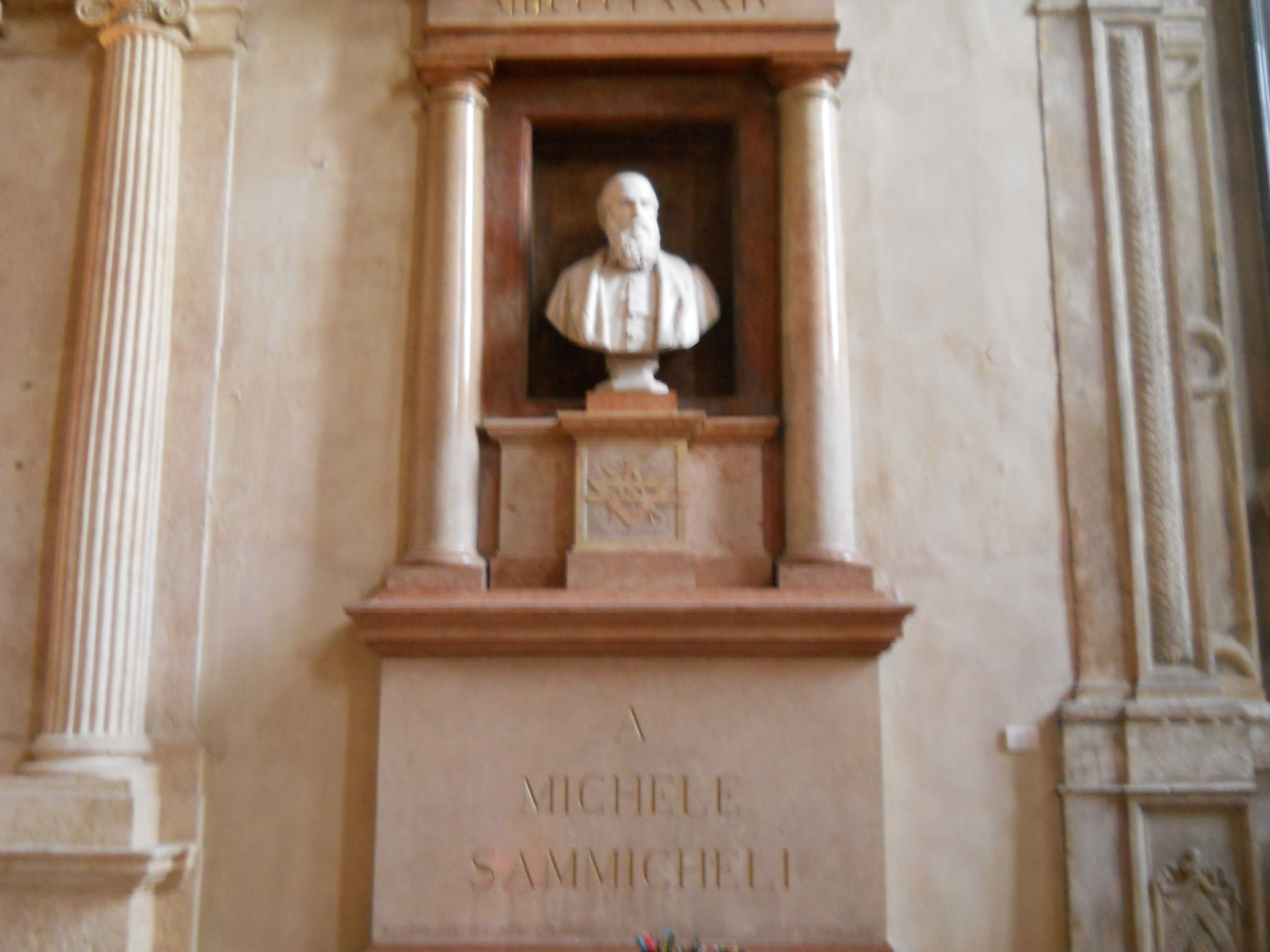
Надгробок архітектора в церкві Сан Томазо Кантуарьєнсе.

Незважаючи на зайнятість та подорожі з метою інспекції фортець, від створював проєкти нових цивільних споруд. Поганий стан здоров'я і вік примусили йог оселитися у Вероні. Серед творів цього періоду у Вероні — палаццо Помпеї для заможної родини Лавеццола, купол церкви Сан Джорджо в Брайда, фасад церкви Санта Марія ін Органо. До пізнього періоду творчості архітектора належить проєкт центричної церкви Мадонна ді Кампанья неподалік тодішньої Верони. Старість Мікеле Санмікелі — це період прощання і втрат. Так, помер його онук Джанджироламо, в котрому він вбачав власного спадкоємця. 29 квітня 1559 року він склав останній заповіт, де єдиним спадкоємцем призначав двоюрідного брата Паоло. В серпні 1559 року він помер і був похований у крипті церкви Сан Томазо Кантуарьєнсе. В самій церкві створили скромний надгробок з його погруддям.

## Біографи
Життєписи архітектора Мікеле Санмікелі створили свого часу Джорджо Вазарі та архітектор Франческо Ронцані (1802—1869). Останній виконав дослідження в книзі «Світські, військові і церковні споруди Мікеле Санмікелі». Ронцані також вивчав біографію і твори Андреа Палладіо.

## Неповний перелік споруд
- Палаццо Соранці
- Каплиця Петруччі, Орвієто
- Собор Монтефьясконе (проєкт)
- Палаццо Грімані, Венеція
- Порта Нуова, Верона
- Порта Паліо, Верона
- Порта Сан Зено, Верона
- Палаццо Бевілавка, Верона
- Палаццо Каносса, Верона

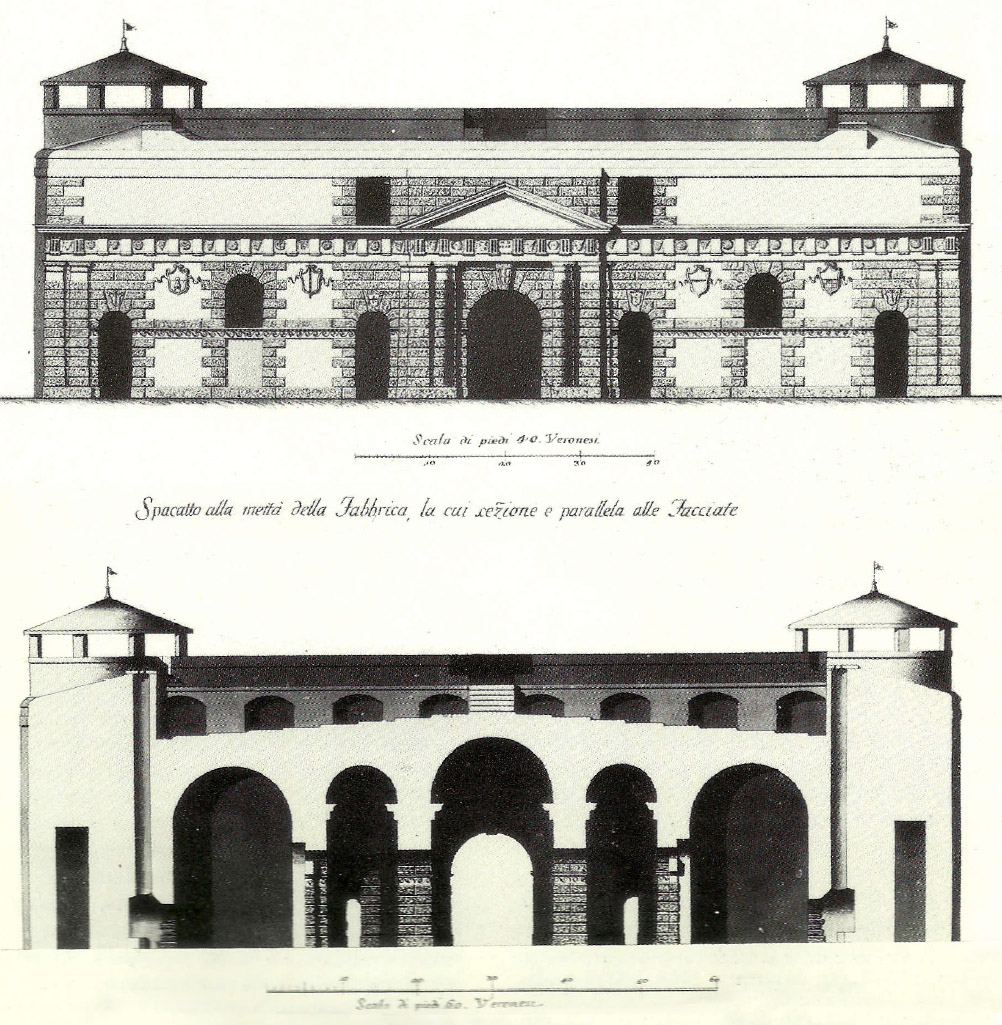
Мікеле Санмікелі. Проєкт Порта Нуова для Верони

- Церква Мадонна ді Кампанья, Верона
- Каплиця Пеллегріні, Верона

- Палаццо Ронкалі, Ровіго
- Форт Сан Андреа (Острів Сан Андреа)
- Палаццо Помпеї, Верона (нині Міський музей науки)

## Галерея фото

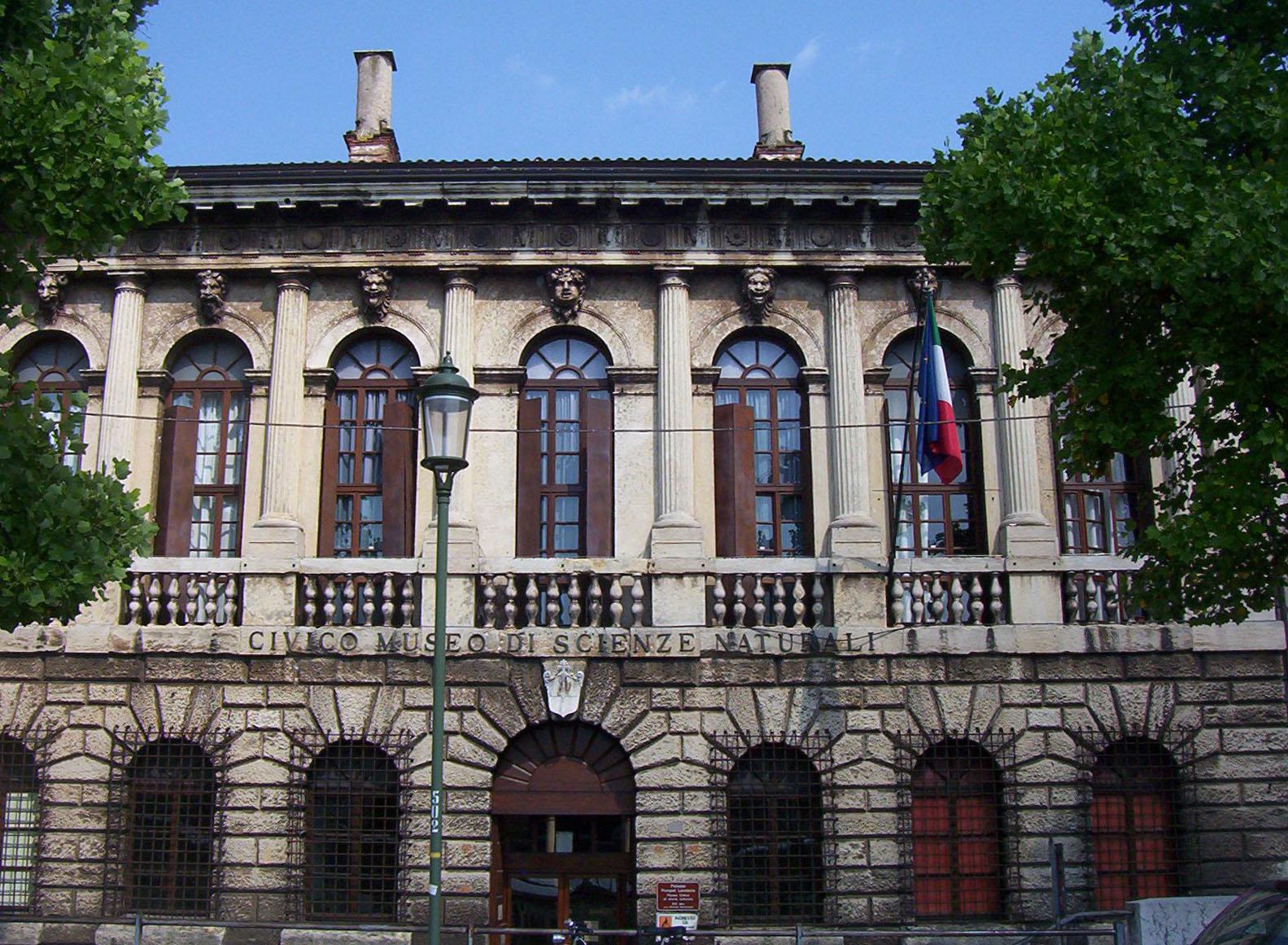
Палаццо Помпеї, Верона (нині Міський музей науки)
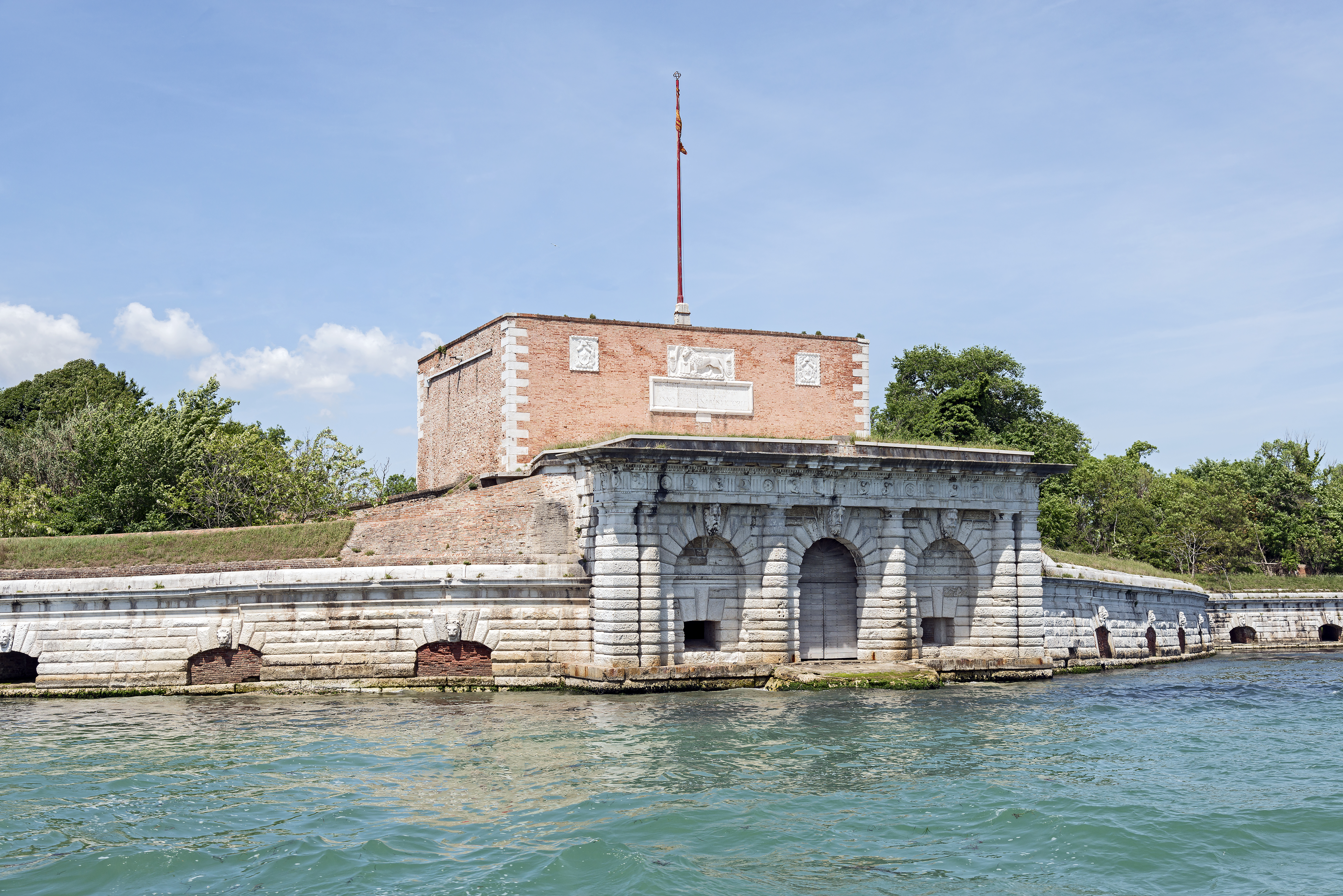
Форт Сан Андреа (Острів сан Андреа)
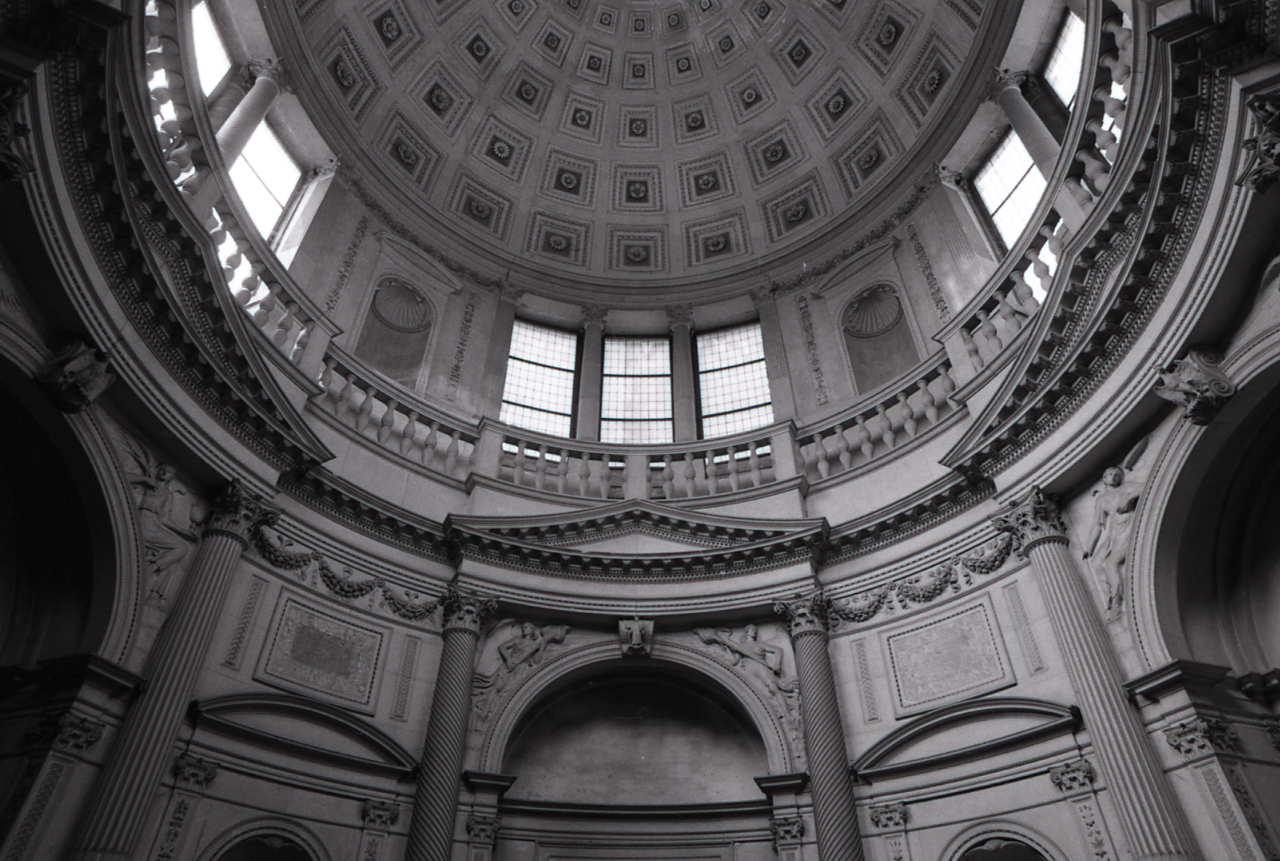
Каплиця Пеллегріні, Верона, підкупольний простір
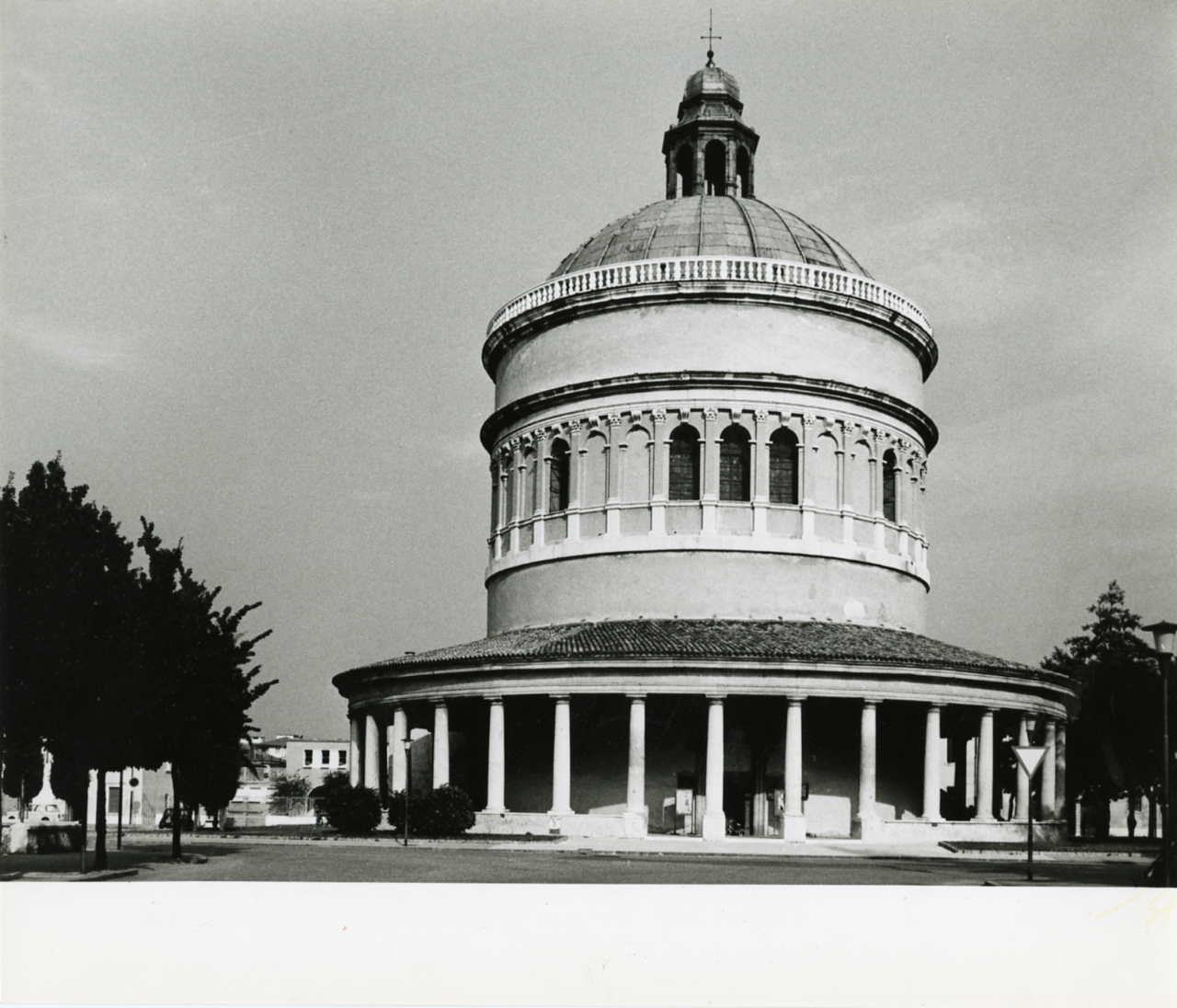
Церква Мадонна ді Кампанья (Верона).